# Leucoloma subbiplicatum
Leucoloma subbiplicatum är en bladmossart som beskrevs av Ferdinand François Gabriel Renauld och Jules Cardot 1895. Leucoloma subbiplicatum ingår i släktet Leucoloma och familjen Dicranaceae. Inga underarter finns listade i Catalogue of Life.